# McIntosh (Dacota do Sul)
McIntosh é uma cidade localizada no estado norte-americano de Dacota do Sul, no Condado de Corson.

## Demografia
Segundo o censo norte-americano de 2000, a sua população era de 217 habitantes.
Em 2006, foi estimada uma população de 213, um decréscimo de 4 (-1.8%).

## Geografia
De acordo com o United States Census Bureau tem uma área de
2,5 km², dos quais 2,4 km² cobertos por terra e 0,1 km² cobertos por água. McIntosh localiza-se a aproximadamente 706 m acima do nível do mar.

## Localidades na vizinhança
O diagrama seguinte representa as localidades num raio de 44 km ao redor de McIntosh.